# Cylindrotominae
Cylindrotominae es una subfamilia de dípteros nematóceros en la familia Cylindrotomidae. Está estrechamente relacionada con la familia Tipulidae.

## Géneros
- Cylindrotoma Macquart, 1834
- Diogma Edwards, 1938
- Liogma Osten Sacken, 1869
- Phalacrocera Schiner, 1863
- Triogma Schiner, 1863